# Coenonympha nipisiquit
Coenonympha nipisiquit är en fjärilsart som beskrevs av Mcdunnough 1939. Coenonympha nipisiquit ingår i släktet Coenonympha och familjen praktfjärilar. Inga underarter finns listade i Catalogue of Life.